# John Daly (politik)
John Joseph Daly (10. listopadu 1891 Adelaide – 13. dubna 1942 Adelaide) byl australský politik a krátce i ministr, který se dříve angažoval v odborovém hnutí.

## Mládí
Narodil se 10. listopadu 1891 v Hemingtonu, dnes část Adelaide. Studovat začal na škole St John the Baptist School, kterou opustil ve věku 13 let. Ve studiu pokračoval na Remington Training College. Jeho první praxí byla práce pomocníka v kanceláři právní firmy Josiaha Symona, později pracoval jako úředník pro Williama Josepha Dennyho a Francise Villeneuve Smithe. V říjnu 1918 si vzal za ženu Evu Birdovou.

## Politická kariéra
V politice se začal angažovat v roce 1914, když vstoupil do australského dělnického odborového svazu (Australian Worker's Union). Stal se členem labouristické strany a v roce 1921 neúspěšně kandidoval do Zákonodárné rady Jižní Austrálie. Stejně neúspěšně dopadl i jeho pokus o získání senátorského křesla v roce 1925. Do senátu byl jednomyslně zvolen za lídra opozice v senátu v červnu následujícího roku. Po vítězství labouristů v roce 1929 a sestavení vlády Jamesem Scullinem, se stal lídrem v senátu a viceprezidentem výkonné rady a ministrem, jehož rezort se zabýval rozvojem a migrací. Předsedal také radě vědeckého a průmyslového výzkumu. Od srpna 1930 do ledna 1931 působil jako generální prokurátor a údajně proti přání Scullina měl do Nejvyššího soudu (High Court of Australia) jmenovat H. V. Evatta a Edwarda McTiernana. Nesouhlasil se Scullinovou politikou, která přijala Niemeyerův deflační plán a v březnu 1931 byl z kabinetu odstraněn. Změnil však pohled na premiérovu politiku a do kabinetu se vrátil v červnu 1931 jako ministr bez portfeje. Labouristická buňka v Jižní Austrálii ho kvůli podpoře Schullinových ekonomických plánů ze strany vyloučila a neumožnila mu ani obhajovat senátorské křeslo ve volbách v roce 1934. Po opuštění politiky se vrátil ke své soukromé praxi.
Zemřel v Adelaide 13. dubna 1942 ve věku 50 let. Přežila ho jak jeho žena Eva, tak i pět dětí, které spolu měli.